# Graafschap Rochefort
Het graafschap Rochefort was een tot de Bourgondische Kreits behorend semiautonoom gebied binnen het Heilige Roomse Rijk.

## De heren van Rochefort uit de huizen Montaigu, Duras en Walcourt (tot 1422)
Sinds de eerste helft van de elfde eeuw zijn de heren van Rochefort uit het huis Montaigu bekend. In 1147 werden zij opgevolgd door de graven van Duras. Gilles de Walcourt is de eerste uit dit huis; hij stichtte de abdij Notre-Dame de Saint-Rémy in Rochefort. Jan I van Walcourt, graaf van Montaigu en heer van Rochefort huwde met Isabella van Loon, vrouwe van Agimont, Givet, Ayschove, Herimez en Brigeltte. Zij was de erfdochter van Jan IV van Agimont. Hun zoon, Jan II, was de laatste graaf uit het huis Walcourt. Hij stierf voor 1417.

## De heren en graven uit het huis Mark (1422-1544)
Agnes van Walcourt-Rochefort (overleden in 1441), de dochter van de laatste graaf uit het huis Walcourt, huwde in 1418 met Everhard II van der Marck uit de tak Lummen of Lumey. Op 21 oktober 1494 verhief keizer Maximiliaan I de heerlijkheid Rochefort tot graafschap. Het graafschap bestond op dat moment uit de dorpen Rochefort, Behogne, Lessive, Ciergnon, Houyet, Ardenne, Erhet, Frandeux, Ambly, Havrenne, Jemelle, Lamsoul, Azimont, Falen, On, Thys, Forrières en Hamerenne. Graaf Lodewijk II verwierf Chassepierre en verloor Durbuy. In 1544 stierf de in Rochefort regerende tak van het huis Marck met graaf Lodewijk III uit.

## De graven van Rochefort uit het huis Stolberg (1544-1574)

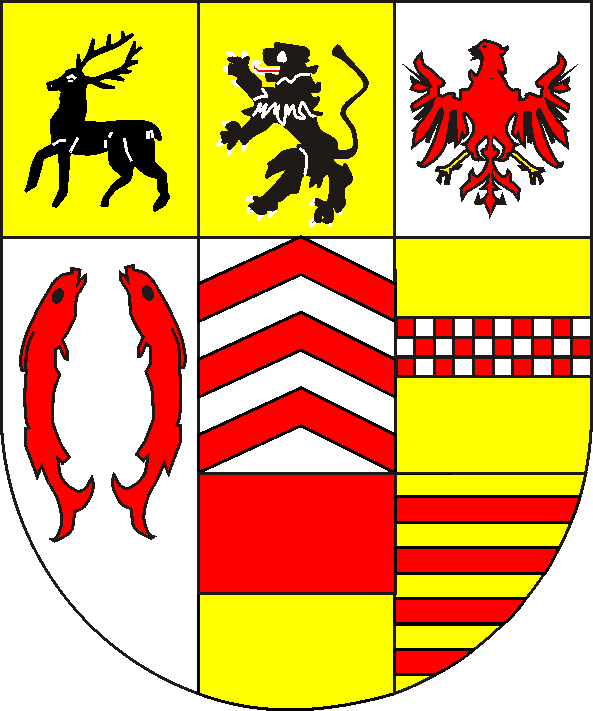
Wapen van Stolberg (1548)

Het graafschap kwam na het uitsterven van huis Marck aan een nakomeling van Louise van Rochefort, een dochter van graaf Lodewijk I. Een kleinzoon van deze Louise was graaf Lodewijk van Stolberg. Deze werd door een delingsovereenkomst binnen het huis Stolberg graaf van Rochefort. Broers van hem regeerden in de graafschappen Stolberg, Wernigerode en Königstein. Hij verkocht in 1555 Agimont aan keizer Karel V. Lodewijk overleed in 1574 zonder zonen en een schoonzoon van hem, graaf Lodewijk van Löwenstein nam het graafschap in bezit.

## De graven van Rochefort uit het huis Löwenstein (1574-1737)

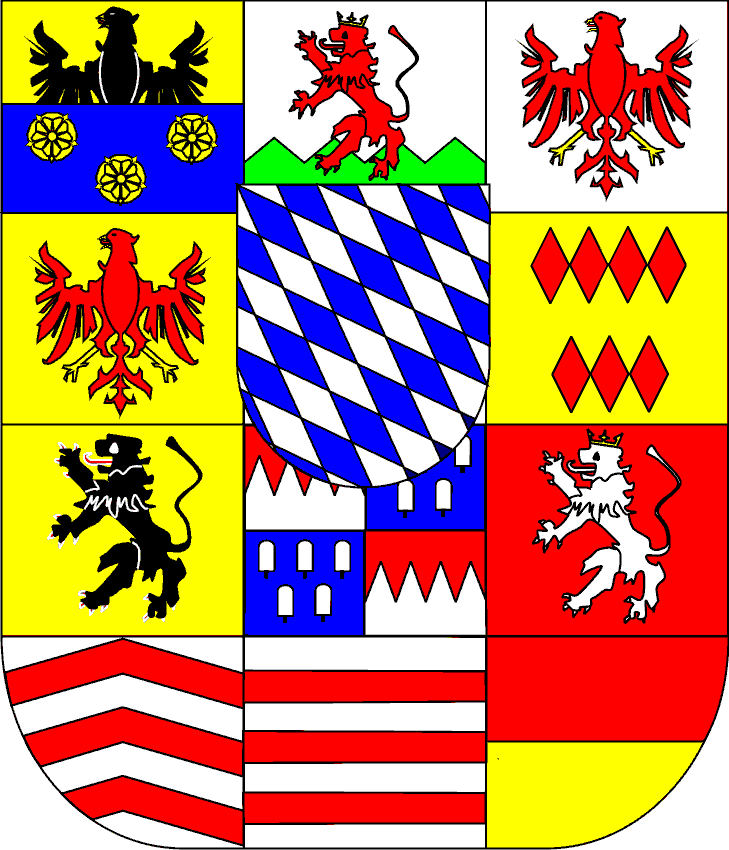
Wapen van Löwenstein-Wertheim

Een jongere zoon van Lodewijk van Löwenstein en Anna van Stolberg, Johan Diederik (overleden in 1644) kreeg het graafschap door zijn vader toegewezen en ging in Rochefort resideren. Hij was de stamvader van het huis Löwenstein-Wertheim-Rochefort. Vervolgens geraakte hij in strijd met zijn oudere broer tijdens de Dertigjarige Oorlog. Een belangrijke factor was dat hij katholiek werd, terwijl de oudste tak (Löwenstein-Wertheim-Virneburg) protestants bleef. Van 1681 tot 1698 was het graafschap door Frankrijk geannexeerd. De successie in Rochefort door Löwenstein was echter in strijd met de testamenten in het huis Stolberg en het gevolg was een juridische strijd die meer dan een eeuw duurde. In 1732 deed het Rijkskamergerecht te Wetzlar een uitspraak in het slepende proces ten gunste van het huis Stolberg. Zelfs toen was het nog niet het einde, want de leenheren van het graafschap maakten bezwaar tegen de gevolgde procedure. Deze leenheren waren de hertog van Luxemburg (dus de regering in Brussel) en de prins-bisschop van Luik. Ten slotte bemoeide de koning van Frankrijk zich nog met de strijd, door Löwenstein te erkennen in de gebieden van het graafschap die soeverein waren. Uiteindelijk kwam het hoofddeel van het graafschap toch aan de vier takken van het grafelijk huis Stolberg.

## De graven van Rochefort uit het huis Stolberg (1737-1795)

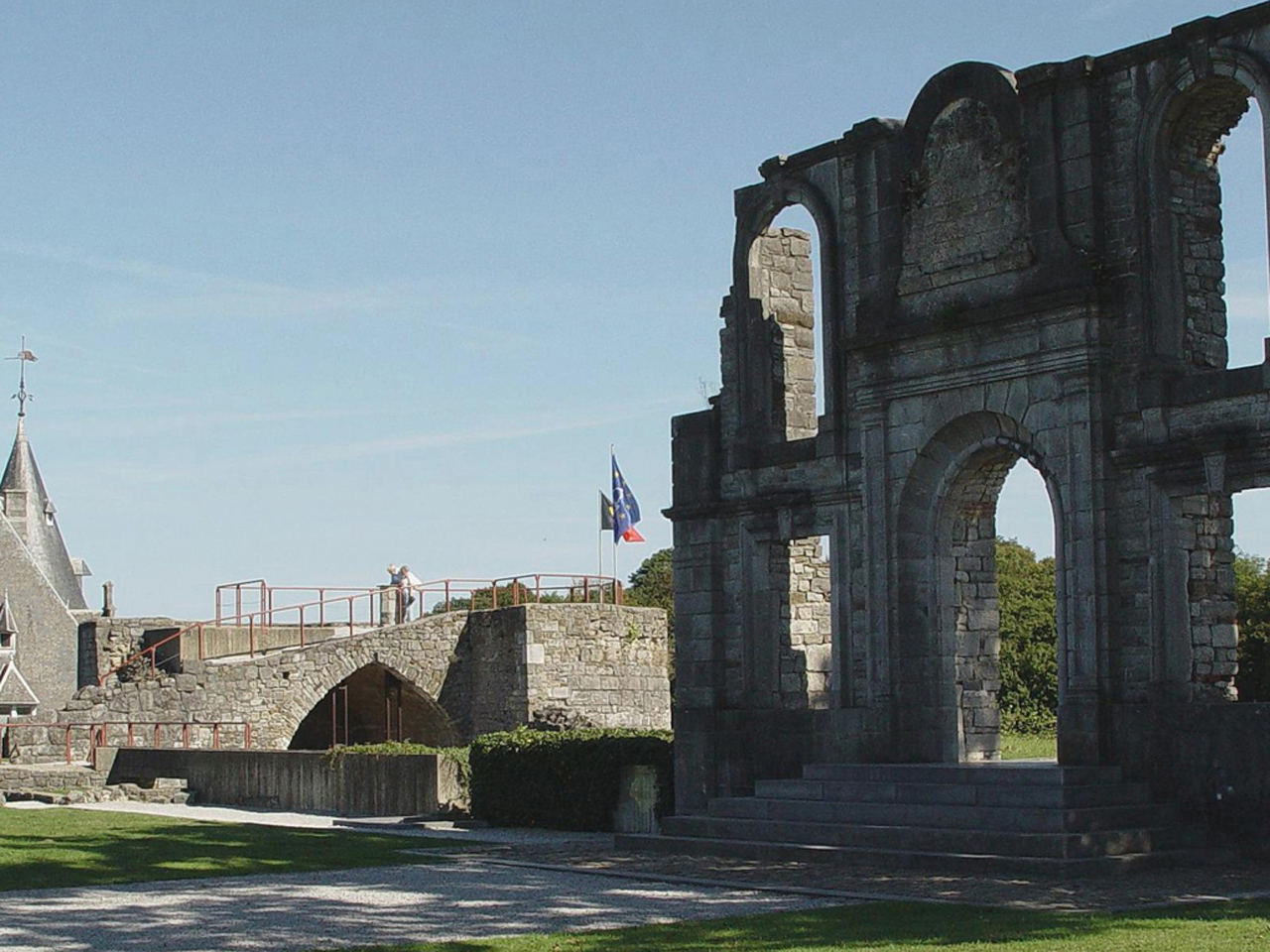
Gravenkasteel van Rochefort

In 1741 bezette Stolberg het slot Rochefort en de heerlijkheden Chassepierre en Cugnon. Uiteindelijk sloot Stolberg een compromis met Löwenstein:
- Stolberg kreeg de stad Rochefort, de heerlijkheid Briquemont, het graafschap Montaigu en nog een aantal heerlijkheden, waaronder een aandeel in Neufchâteau (gemeenschappelijk met Arenberg) en een aandeel in Bertry (gemeenschappelijk met het hertogdom Bouillon en de abdij St. Hubert).
- Löwenstein kreeg de heerlijkheden Chassepierre, Cugnon, Herbeumont, Feuilli, Orgeo, Havresse en Hatton.

## Het einde van het graafschap
In 1795 werden de Oostenrijkse Nederlanden en het prinsbisdom Luik door Frankrijk geannexeerd. Hierbij werden adellijke bezittingen geconfisqueerd, maar voor gebieden die rijksvrij waren zou een compensatie binnen het Heilige Roomse Rijk gevonden moeten worden. Dit gaf opnieuw juridische strijd. Het aandeel van het Stolberg-Gedern in Rochefort werd bijvoorbeeld door Frankrijk teruggegeven, maar het aandeel van de andere takken bleef geconfisqueerd. Uiteindelijk legde de Reichsdeputationshauptschluss van 25 februari 1803 het volgende vast. In paragraaf 14 werd de vorst van Löwenstein schadeloos gesteld voor zijn verlies van heerlijkheid Cugnon en andere niet met name genoemde. In paragraaf 17 werden de vorst en de graven van Stolberg schadeloos gesteld voor het verlies van het graafschap Rochefort.

## Gebieden
Lenen van Luxemburg
- graafschap Montaigu
- de ban van Orgeo
- Herbeumont
- Havresse.
- Ochamps
- La Feuilly
- 1/2 Neufchâteau en de ban van Mellier

Soevereine landen
- 1/3 van Bertrix
- Cugnon
- Chassepierre

## Regenten
| regering    | naam                                 | geboren    | overleden   | familie    |
| ----------- | ------------------------------------ | ---------- | ----------- | ---------- |
| -1408       | Jan III                              |            |             |            |
| 1408-(1417) | Jan IV                               |            | voor 1417   | zoon       |
| 1422-1440   | Everhard II van der Marck            |            | 14-10-1440  | schoonzoon |
| 1440-1452   | Everhard                             | ca 1425    | 26-6-1452   | zoon       |
| 1452-1498   | Lodewijk I                           |            | 1498        | broer      |
| 1498-1524   | Everhard                             |            | 23-9-1524   | zoon       |
| 1524-1525   | Lodewijk II                          |            | 16-9-1525   | broer      |
| 1525-1544   | Lodewijk III                         |            | na 6-5-1544 | zoon       |
| 1544-1574   | Lodewijk van Stolberg                | 12-1-1505  | 1-9-1574    |            |
| 1574-1611   | Lodewijk III van Löwenstein-Wertheim | 17-2-1530  | 13-3-1611   | schoonzoon |
| 1611-1644   | Johan Diederik                       | 31-1-1585  | 6-3-1644    | zoon       |
| 1644-1672   | Ferdinand Karel                      | 18-5-1616  | 27-1-1672   | zoon       |
| 1672-1718   | Maximiliaan Karel Albert             | 14-7-1656  | 26-12-1718  | zoon       |
| 1718-1735   | Dominique Marquard                   | 7-11-1690  | 11-3-1735   | zoon       |
| 1735-1737   | Karel Thomas                         | 7-3-1714   | 6-6-1789    | zoon       |
| 1737-1767   | Frederik Karel van Stolberg-Gedern   | 11-10-1693 | 28-9-1767   |            |
| 1767-1795   | Karel Hendrik                        | 24-10-1761 | 5-1-1804    | kleinzoon  |

## Verder lezen
- G. Lamotte, Etude historique sur le Comté de Rochefort, Namen, 1893.